# هاري د. كير
هاري د. كير (بالإنجليزية: Harry D. Kerr)‏ هو محامي وكاتب أغاني وشاعر أمريكي، ولد في 8 أكتوبر 1880، وتوفي في 21 مايو 1957.

## وصلات خارجية
- هاري د. كير على موقع IMDb (الإنجليزية)
- هاري د. كير على موقع ميوزك برينز (الإنجليزية)
- هاري د. كير على موقع ديسكوغز (الإنجليزية)